# Paranotus rufilineus
Paranotus rufilineus är en insektsart som först beskrevs av Walker 1858.  Paranotus rufilineus ingår i släktet Paranotus och familjen Flatidae. Inga underarter finns listade i Catalogue of Life.